# 古西諾耶湖
古西諾耶湖是俄羅斯的湖泊，位於布里亞特共和國內，距離首府烏蘭烏德120公里，毗鄰與蒙古接壤的邊界，長24公里、闊8公里，面積163平方公里，最大深度28米，古西諾奧澤爾斯克處於東北湖岸。